# غشان (بيش كوه زلاغي)
غشان (بالفارسية: گشان) هي قرية تقع في إيران في قسم بیش کوه زلاغي الریفي.